# Elias Våhlund
Elias Torbjörn Våhlund, född Wåhlund 29 december 1973 i Högeruds församling, Värmlands län, är en svensk barnboksförfattare, cirkusartist, skådespelare och kulturkreatör. Han är, tillsammans med sin hustru Agnes Våhlund, skapare av den framgångsrika barnbokserien om Röda masken, Handbok för superhjältar.

## Biografi
Elias Våhlund växte upp i Arvika. Som ung gick han en utbildning i Danmark för att bli biståndsarbetare. Samtidigt väcktes ett intresse för cirkus och teater varför han sökte sig till cirkusskolor i Frankrike, Italien och Storbritannien. Sedan 1993 var han verksam inom teater och cirkus runt om i Europa. År 2000 startade han tillsammans med sin dåvarande partner Lynx Jakobsson multikonst-cirkusen Zin-Lit' och inledde med ett uppträdande vid invigningen av Öresundsbron samma år. Därefter följde  produktionen Norrsken med urpremiär i London 2001, en produktion för vilken de tilldelades Truxapriset för nyskapande scenkonst. 
År 2004 var han med och startade New Stage Cirkus treårigt cirkusgymnasium samt en ettårig utbildning i stunt i Ystad. Han har också medverkat i ett flertal teater-, film- och tv-produktioner, bland annat på Malmö stadsteater. Han har även varit aktiv fäktare och vann silver i VM i artistisk fäktning för Storbritannien och blev hedersmedlem i British Academy of Fencing.
Vid en anställning som showchef på äventyrsparken High Chaparral träffade han 2012 sin blivande hustru och medkreatör Agnes Våhlund, som där arbetade som porträttecknare. De var också verksamma vid Astrid Lindgrens värld i Vimmerby och fick tidigt idén att göra en barnbok tillsammans. Med hustrun som illustratör och han som författare fick de sitt genombrott 2018 med boken Handbok för superhjältar. Paret har därefter gett ut en lång rad böcker i serien på förlaget Raben & Sjögren. Under 2021 hade barnboksserien sålt en miljon exemplar i Sverige, sålts till 18 länder och översatts till 23 språk. I samverkan med amerikanska producenter och svenska produktionsbolaget Stiller Studios pågår 2019 filmproduktioner med mera baserade på böckerna.
Inspiration till Handbok för superhjältar fick Våhlund då han upplevde att hans egen dotter var mobbad. Hans målsättning har varit att bokserien ska kunna öppna upp för samtal om mobbning och utanförskap.
Paret tilldelades 2018 priset för Årets Barndeckare på Crimetime Specsavers Award. Tillsammans med inläsaren Frida Hallgren fick paret i april ta emot pris för årets ljudbok för barn på Storytel Awards 2019 och 2022.